# Palazzo Turchi
Palazzo Turchi, conosciuto anche come palazzo dei Puoti (bamboloni, fantocci) per la presenza di alcune cariatidi e telamoni, è un edificio civile che sorge in via San Cosimo a Verona.

## Storia

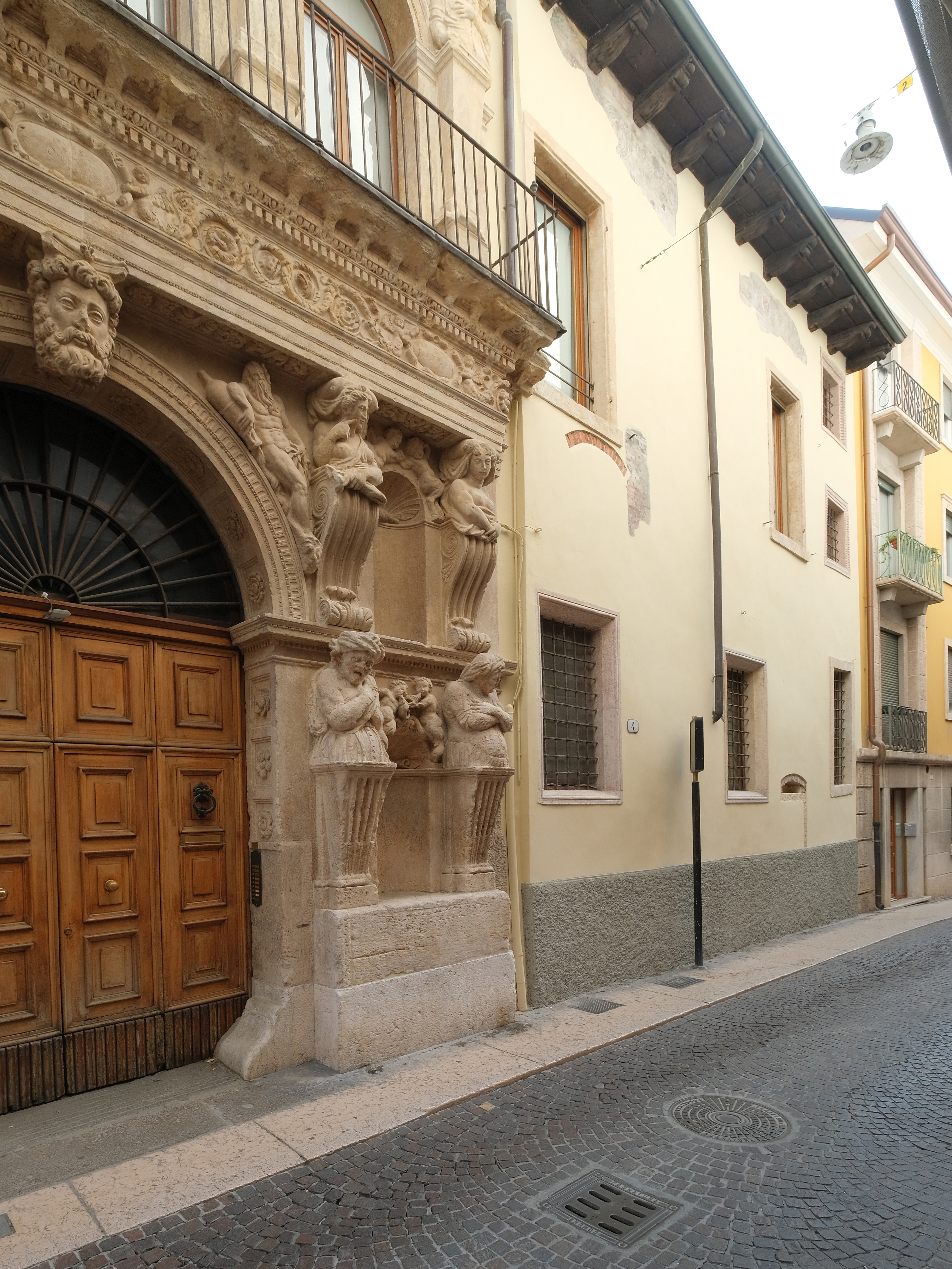
La parte originale quattrocentesca del palazzo, sulla destra del portale

Capostipite della famiglia Turchi fu Tommaso di Zeno, un drappiere che risiedeva nel borgo di San Zeno, dove fu attivo dal 1398 al 1415. Quella del drappiere era una professione che permetteva di accedere gradualmente alla nobiltà cittadina, così come la professione del notaio; e proprio quest'ultima fu l'attività svolta da diversi discendenti di Tommaso. Questa condizione condusse i Turchi a divenire una delle più ricche famiglie veronesi, permettendole così di acquistare intorno al 1440 la residenza di un medico in contrada Sant'Andrea, nell'attuale via San Cosimo.
Committente della realizzazione della nuova fabbrica e della facciata fu il cavaliere Pio Turchi, che volle ricordare la vittoria ottenuta dall'armata cristiana (e in particolare quella veneziana) contro la flotta ottomana durante la battaglia di Lepanto del 7 ottobre 1571, che già aveva celebrato recandosi a Venezia con una delegazione veronese per congratularsi personalmente con il doge. Quindi, se il termine ante quem di costruzione dell'edificio può essere individuato nel 1571, i lavori potrebbero dirsi conclusi intorno al 1579, in quanto il 2 agosto di quell'anno vi fu un episodio di cronaca particolare: alcuni dei telamoni della facciata, raffiguranti i turchi («alcune figure grandi di preda del paese [vestite] alla persiana in forza de' schiavi»), furono decapitati e le teste esposte presso il capitello di piazza Erbe dove solitamente si esponevano le teste dei condannati a morte. I telamoni furono poi restaurati, tuttavia i lavori di trasformazione della fabbrica non furono completati, per cui sul lato destro rispetto al portale è ancora visibile il precedente edificio quattrocentesco.
Ignoto rimane il nome dell'architetto che disegnò la facciata, anche se sono state avanzate diverse ipotesi, tra cui Giulio Romano, Galeazzo Alessi o il milanese Leone Leoni, per richiamo dei telamoni e delle cariatidi alla sua opera, il veronese Domenico Curtoni, anche se all'epoca sarebbe stato troppo giovane, e infine il nome più verosimile, un tardo Bernardino Brugnoli, che fu erede dei cantieri del noto architetto rinascimentale Michele Sanmicheli oltre che architetto ducale a Mantova.

## Descrizione

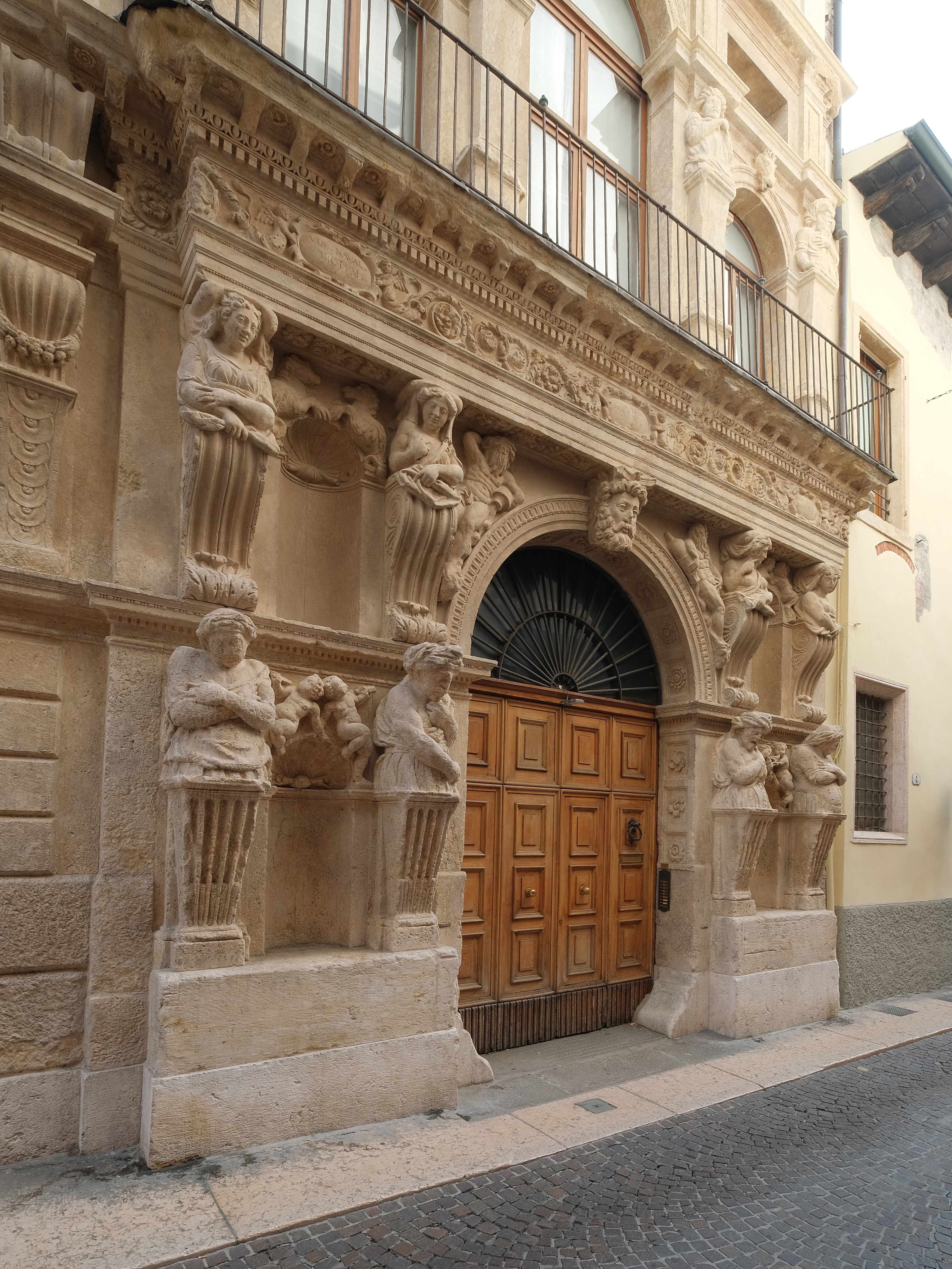
L'elaborato portale del palazzo

Palazzo Turchi, la cui porzione di facciata a destra del portale centrale è incompleta e mostra l'originale fabbrica quattrocentesca, è caratterizzato da una ricca decorazione, quasi barocca, con telamoni e cariatidi posti a fiancheggiare il portale d'accesso e le finestre del piano nobile. L'edificio si sviluppa su quattro livelli: il piano terreno, il piano nobile, il mezzanino e un ultimo piano aggiunto in una fase successiva, probabilmente intorno al XVIII secolo.
Il piano terreno è caratterizzato da un massiccio basamento a corsi regolari di tufo che è limitato da una cornice che forma i davanzali delle due finestre rettangolari poste ai lati del portale d'accesso, cornice che sorregge i piedritti riccamente decorati delle stesse aperture. Il portale d'ingresso si contraddistingue per un arco a tutto sesto decorato da modanature e rosoni (che si ripetono pure nei piedritti), avente raffigurato il volto di Giove nella chiave di volta e altre due figure (probabilmente l'Adige e l'Adriatico) ai lati dell'archivolto. Il portale è fiancheggiano da due ordini di cariatidi per lato, impiegate come fossero colonne a reggere la trabeazione, sopra la quale si apre un'ampia trifora. Tra le cariatidi si aprono delle nicchie: quella in alto a sinistra è sormontata da due ippocantropi (mostri alati con testa equina), mentre le altre tre da coppie di genietti.
Sopra le finestre e il portale del primo ordine corre una seconda cornice che nella parte laterale del prospetto sostiene alte mensole scanalate che a loro volta reggono la cornice marcapiano che forma i davanzali delle finestre del piano nobile, mentre, nella parte centrale, forma un'alta trabeazione che funge da balcone e su cui si trovano tre medaglioni ellittici: quello centrale porta la scritta «Jovis Omnia», quello a destra la scritta «Ex Turca famiglia Pius» e quello a sinistra un'allusione alla vittoria di Lepanto, «Ven. Naval Victoria». Sopra si aprono le eleganti finestre ad arco a tutto sesto del piano nobile, caratterizzate ai lati da piedistalli che sorreggono figure umane che, a loro volta, sostengono un ulteriore cornicione sopra il quale si aprono le finestre del mezzanino, interrotto solo dalla finestra centrale della trifora, di maggiore altezza rispetto alle altre; ai lati di questo ordine di finestre minori vi sono pilastrini sui quali si posa un'altra cornice, un tempo destinata a reggere la gronda.